# Weedeater
Weedeater est un groupe américain de sludge metal, originaire de Wilmington, en Caroline du Nord.

## Histoire
Le groupe est formé en 1997 par le bassiste et chanteur Dave « Dixie » Collins et le guitariste Keith Kirkum, après la séparation de leur précédent groupe Buzzov•en. En 2001, ils sortent leur premier album, …and Justice for Y'all, sur Berserker Records, suivi d'un deuxième album, Sixteen Tons, en 2002. Les deux albums sont produits par Billy Anderson. Par la suite, il donne des concerts avec Corrosion of Conformity et Alabama Thunderpussy. En outre, Collins joue brièvement avec Bongzilla et Sourvein. En 2007, le troisième album God Luck and Good Speed sort. 
Après la sortie de l'album Jason... the Dragon en 2011, des concerts suivent aux États-Unis et en Europe. L'album aurait dû sortir en 2010, mais Collins s'était blessé en utilisant son fusil de chasse, ce qui lui avait fait perdre un orteil.

## Style musical
Selon Eduardo Rivadavia d'AllMusic, le groupe joue sur Sixteen Tons un mélange classique de stoner rock, doom metal et sludge metal. Grayson Currin de Pitchfork classe God Luck and Good Speed dans le stoner rock, le groupe sonnant de manière plus pragmatique que Sleep et plus « martelée » que Bongzilla. Selon Noel Gardner de Drowned in Sound, le groupe joue sur Jason... the Dragon du sludge classique, comparable aux œuvres de groupes comme Eyehategod, Grief et Iron Monkey.

## Discographie
- 2001 : …and Justice for Y’all (album, Berserker Records)
- 2002 : Sixteen Tons (album, Crucial Blast Records)
- 2007 : God Luck and Good Speed (album, Southern Lord Records)
- 2011 : Jason… the Dragon (album, Southern Lord)
- 2015 : Goliathan (album, Season of Mist)